# Mendoncia
Mendoncia là chi thực vật có hoa trong họ Acanthaceae.